# Королі Мамбо
Королі Мамбо (англ. The Mambo Kings) — американо-французька драма 1992 року.

## Сюжет
На початку 1950-х років двоє братів-музикантів, Нестор і Сесар, вирушають з рідної Гавани до Нью-Йорка. Вони працюють у стилі мамбо і їдуть підкорювати США своєю запальною музикою. Брати дуже сильно відрізняються характерами та поглядами на життя. Старший брат Сесар точно знає чого хоче, він любить розваги і обожнює свого брата. Нестор — справжній романтик і музикант. Одного разу в його житті з'являється дівчина Марія, в яку він шалено закохується. Але щастя не триває довго, тому що через деякий час між братами і Марією виникає любовний трикутник, що дуже сильно псує відносини між Нестором і Сесаром.

## У ролях
| Актор                 | Роль               |
| --------------------- | ------------------ |
| Арманд Ассанте        | Сесар Кастільо     |
| Антоніо Бандерас      | Нестор Кастільо    |
| Кеті Моріарті         | Ланна Лейк         |
| Марушка Детмерс       | Делорес Фуентес    |
| Пабло Калоджеро       | Рамон              |
| Скотт Коен            | Бернардіто         |
| Дезі Арназ молодший   | Дезі Арназ старший |
| Маріо Грілло          | Маріо              |
| Ральф Ірісаррі        | Піто               |
| Піт Макнамара         | Джонні Біг         |
| Джеймс Медіна         | Менні              |
| Маркос Кінтанілья     | Віллі              |
| Тіто Пуенте           | грає самого себе   |
| Дж.Т. Тейлор          | Френкі Суарес      |
| Вільям Томас молодший | Ксав'єр            |
| Юл Васкес             | Флако              |
| Селія Крус            | Еваліна Монтойя    |
| Роско Лі Браун        | Фернандо Перес     |
| Вонді Куртіс-Холл     | Мігель Монтойя     |
| Таліса Сото           | Марія Рівера       |

## Цікаві факти
- Під час знімання фільму Антоніо Бандерас не знав англійської мови, а Арманд Ассанте — іспанської. Акторам доводилося завчати свої репліки на слух.
- Роль американського актора кубинського походження Дезі Арнаса (серіал «Я люблю Люсі») виконав його син — Дезі Арнас-молодший.
- У 2005 році за сюжетом роману і фільму був поставлений однойменний мюзикл Карлоса Францетті і Арнолда Глімчера.